# 马赛莱索比尼
马赛莱索比尼（法語：Marseilles-lès-Aubigny，法語發音：[maʁsɛj lɛ.z‿obiɲi]）是法国谢尔省的一个市镇，位于该省东部，卢瓦尔河左岸，属于布尔日区。

## 地名
“莱索比尼”为“莱”（lès）与“欧比尼”（Aubigny）的联诵形式，意为“在欧比尼附近”，其中“欧比尼”原为一个市镇，后成为马赛莱索比尼的一个街区。
“马赛”则和法国第二大城市马赛毫无关系，只是拼写相同而已。

## 地理
马赛莱索比尼（47°4'3"N, 3°0'47"E）面积9.88 平方千米，位于法国中央-卢瓦尔河谷大区谢尔省，该省份为法国中部省份，北起卢瓦雷省，西接卢瓦-谢尔省和安德尔省，南至克勒兹省，东南接阿列省，东临涅夫勒省。
与马赛莱索比尼接壤的市镇（或旧市镇、城区）包括：贝夫、欧布瓦河畔茹埃、梅讷图库蒂尔、普雷西、卢瓦尔河畔热尔米尼。
马赛莱索比尼的时区为UTC+01:00、UTC+02:00（夏令时）。

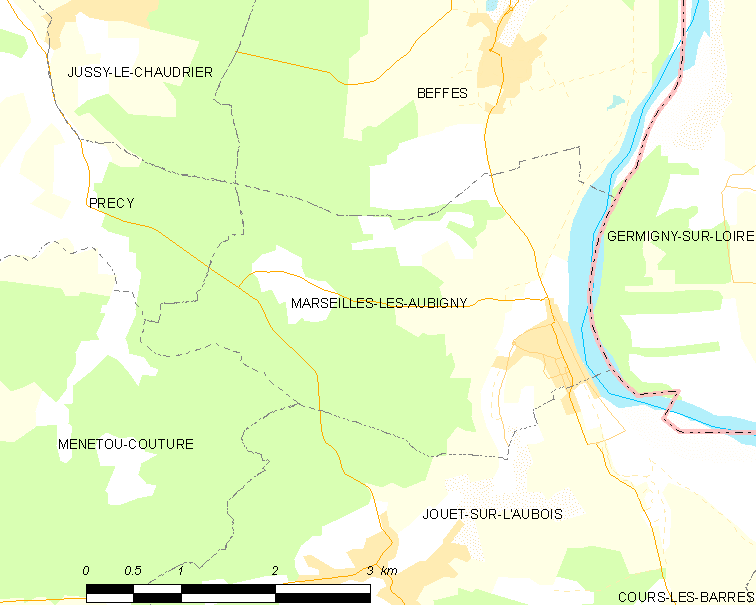
马赛莱索比尼的OSM定位图

## 行政
马赛莱索比尼的邮政编码为18320，INSEE市镇编码为18139。

## 政治
马赛莱索比尼所属的省级选区为阿沃尔县。

## 人口

1962-2008年间马赛莱索比尼人口变化图示

马赛莱索比尼于2022年1月1日时的人口数量为647人。